# Oenothera parviflora
Espèce
Synonymes
- Oenothera atrovirens Shull & Bartlett[2]
- Oenothera biennis var. parviflora (L.) Torr. & A.Gray[3]
- Oenothera cruciata var. sabulonensis Fern.[4]
- Oenothera cruciata Nutt. ex G. Don[2]
- Oenothera cymatilis Bartlett[4]
- Oenothera issleri Renner ex Rostański[3]
- Oenothera lipsiensis Rostanski & Gutte[2]
- Oenothera parviflora f. parviflora[3]
- Oenothera parviflora (R. R. Gates) Munz[2]
- Oenothera rubricapitata R.R. Gates[4]
- Oenothera silesiaca Renner[3]
- Onagra parviflora (L.) Moench[3]

Oenothera parviflora est une espèce de plantes à fleurs de la famille des Onagraceae. Elle est originaire du nord-est de l'Amérique du Nord. Elle a été introduite ailleurs et est devenue invasive en Europe, en Asie, en Afrique du Sud et en Nouvelle-Zélande.

## Liste des sous-espèces et variétés
Selon Tropicos (29 octobre 2018) (Attention liste brute contenant possiblement des synonymes) :
- Oenothera parviflora subsp. angustissima (R.R. Gates) Munz
- Oenothera parviflora subsp. parviflora
- Oenothera parviflora var. angustissima (R.R. Gates) Wiegand
- Oenothera parviflora var. canescens (Torr. & A. Gray) Farw.
- Oenothera parviflora var. muricata (L.) Farw.
- Oenothera parviflora var. oakesiana (A. Gray) Fernald
- Oenothera parviflora var. parviflora